# آرامگاه پیر قوام الدین
بقعه پیر قوام الدین مربوط به اوایل دوره پهلوی است و در تربت جام، خیابان میر قوام الدین، تقاطع قاضی زاده، نبش خیابان حسینی واقع شده و این اثر در تاریخ ۱۲ بهمن ۱۳۸۱ با شمارهٔ ثبت ۷۲۲۴ به‌عنوان یکی از آثار ملی ایران به ثبت رسیده است.